# ノルマンディー橋
ノルマンディー橋（仏:Le Pont de Normandie）は、フランスのセーヌ川河口付近に架かっている斜張橋。

## 斜張橋の最長記録
ノルマンディー橋はセーヌ右岸、北側のル・アーヴルと左岸、南側のオンフルールを結んでおり、長さは2143.21m。そのうち856mが主塔間の距離すなわち中央径間である。
橋の建設はル・アーブルの商工会議所が主導し、1988年に始まり7年の歳月を要し1995年1月20日開通した。開通したときは上海の楊浦大橋（1993年、602m）の中央径間を254m上回り世界最長記録を打ち立てた。その後この記録は1999年に日本の多々羅大橋が34m差で破ることになる。

## 構造

### 橋桁
橋桁は幅が23.6mで4車線の車道と2車線の自転車道、2本の歩道が通っている。橋桁は二つの部分からなっている。橋のメインスパンの中央部分は金属製で長さ624m。セーヌ川の上空59.12mのところに突き出している。この部分は32枚の長さ19.65m、厚さ3mの桁板をつなぎ合わせて作られている。残りの橋桁はプレストレスト・コンクリート製である。

### 主塔
主塔は鉄筋プレストレスト・コンクリート製で、Yの字を上下逆にした形である。高さは214.77m、重さは20,000トンである。地球が丸いため主塔間の距離は基部と頂上で4cmのずれがある。

### ケーブル
ケーブルの数は全部で184本である。受ける応力に応じて31本から53本の鋼鉄のストランドが束ねられており、ケーブルを構成する。ケーブルは一層のワックスとポリエチレン製の鞘で屋外の風雪から守られている。ケーブルのカバーは空力の考慮がなされている。ケーブルの長さは短いものは95mから長いものは460mまである。

## そのほか
ノルマンディー橋ができるまでル・アーブルからオンフルールに渡るには14km上流のタンカルヴィル橋 (道路では28kmほどある) まで行かなくてはならず、45分ほどかかっていたのが15分に短縮された。
通行は2026年まで有料で、ル・アーブルの商工会議所が料金を徴収する。
日本の多々羅大橋とは姉妹橋である。